# Дольська сільська рада (Турійський район)
| Дольська сільська рада — колишня адміністративно-територіальна одиниця та орган місцевого самоврядування у Турійському районі Волинської області з адміністративним центром у селі Дольськ. Припинила існування 10 листопада 2017 року через об'єднання до складу Турійської селищної територіальної громади Волинської області. Натомість утворено Дольський старостинський округ при Турійській селищній громаді. Сільській раді були підпорядковані населені пункти: - с. Дольськ - с. Растів |

## Склад ради
Рада складалась з 15 депутатів та голови.

### Керівний склад ради
| ПІБ                     | Основні відомості                                                    | Дата обрання | Дата звільнення |
| ----------------------- | -------------------------------------------------------------------- | ------------ | --------------- |
| Лучук Віталій Дмитрович | Сільський голова, 1956 року народження, освіта, член народної партії | 26.03.2006   | 31.10.2010      |
| Лучук Віталій Дмитрович | Сільський голова, 1956 року народження, освіта вища, безпартійний    | 31.10.2010   |                 |

Примітка: таблиця складена за даними джерела

## Загальні відомості
Історична дата утворення: в 1944 році. Водоймища на території, підпорядкованій даній раді: Дольське.

## Населення
За переписом населення України 2001 року в селі мешкало 715 осіб.

### Мова
Розподіл населення за рідною мовою за даними перепису 2001 року:
| Мова       | Відсоток |
| ---------- | -------- |
| українська | 98,20 %  |
| російська  | 1,24 %   |
| білоруська | 0,55 %   |